# 헤이거스타운 선스
헤이거스타운 선스(Hagerstown Suns)은 미국 메릴랜드주 헤이거스타운을 연고지로 했던 마이너 리그 베이스볼 팀이다 워싱턴 내셔널스의 싱글 A 팜 팀이었으며, 사우스 애틀랜틱 리그에 참가했었다.